# Phronia kolpaschica
Phronia kolpaschica är en tvåvingeart som beskrevs av Ostroverkhova 1979. Phronia kolpaschica ingår i släktet Phronia och familjen svampmyggor. Inga underarter finns listade i Catalogue of Life.